# Исмаил Стразимири
Исмаил Стразимири (на албански: Ismail Strazimiri) е албански революционер, военен и просветен деец.

## Биография
Роден е в 1868 година в горнореканското село Стрезимир, Османската империя, от което носи прозвището Стразимири, тоест Стразимирски. Член е на албанския комитет Башкими (Единство) и участва в борбата за просвета на албански език, както и в албанските вълнения през 1910 година и въстанието от 1912 г. Начело на чета в 1912 година влиза в Дебър. Приветства Декларацията за независимост и подкрепя действията на временното правителство във Вльора.
Участва в Охридско-Дебърското въстание в 1913 година срещу сръбските окупатори и се противопоставя на протурския Есад паша Топтани. Заловен е от сърбите и затворен. В 1920 - 1921 година е на страната на Елез Исуфи. Участва в Юнската революция през 1924 година, по време на която е овладяна Тирана, Ахмед Зогу бяга в Югославия, а Фан Ноли става министър-председател.
В 1943 година се присъединява към партизанските сили и се отличава в боевете при Пешкопия. Успява да накара дебраните да приемат Национално либералното движение. Убит е в Слова през ноември 1943 година.
Баща е на инженера Лютфи Стразимири, видния архитект Гани Стразимири, полковник Сири Стразимири, революционера Садула Стразимири и режисьорската Дрита Стразимири.